# رشته‌کوه قراقالی
رشته‌کوه قراقالی (به قزاقی: Karkaraly Range) یک توده‌کوه و رشته‌کوه در قزاقستان است که در بلندی‌های قزاق واقع شده‌است. رشته‌کوه قراقالی ۱٬۴۰۳ متر بالاتر از سطح دریا واقع شده‌است.